# Провиденция
В древнеримской религии Провиденция — это божественное воплощение способности предвидеть и обеспечивать необходимым. Она была одним из воплощений добродетелей, которые были частью императорского культа древнего Рима. Таким образом, Провиденция фигурирует в искусстве, культе и литературе, но мифологии как таковой практически нет.
Провиденция была важной морально-философской абстракцией в римском дискурсе. Цицерон говорит, что это один из трёх основных компонентов благоразумия: «знание того, что хорошо или плохо, или ни то, ни другое», а также memoria, «память» и intellegentia — «понимание». Латинское слово является источником христианской концепции божественного провидения.

## Имперский культ
После смерти Октавиана Августа император Тиберий установил алтарь Провиденции Августе в знак признания «божества, проявленного в предвидении его отца для римского государства». Культовый титул Августа был приписан в имперскую эпоху также таким богиням, как Пакс, Юстиция и Конкордия.
Традиционные эпитеты призывали божество в определённой функциональной сфере, заявляя об их власти. Таким образом, титул Августа закрепил силу божества за сферой императора как Августа.
В 28 году нашей эры, после того как Тиберий арестовал и казнил Сеяна за сговор, культ добродетелей сыграл роль в пропаганде, которая представляла восстановление имперского порядка как возвращение к конституционному правительству. Жертвоприношения приносились Провиденции наряду с Салюс («Безопасность»), Либертас («Свобода») и Гением. Провиденция в это время также получили постоянного жреца (sacerdos), посвящённого ей.
После заговора Пизона против Нерона религиозные обряды в 59 году нашей эры, направленные на восстановление государства, включали в себя жертвоприношения Арвальских братьев различным божествам, в том числе Провиденции.
Провиденция появилась на римских монетах, выпущенных Веспасианом, Траяном, Адрианом, Антонином Пием, Септимием Севером, Коммодом и Диоклетианом. На монете, выпущенной Титом, изображён его обожествлённый отец Веспасиан, вручающий сыну как своему преемнику шар с надписью Providentia Augusta. Монеты, выпущенные Нервой, изображали Гения Сената, вручающего шар новому императору, с легендой Провиденция Сената, «Провидение Сената».

## Провиденция в нумизматике
Провиденция была основным мотивом для многих коллекционных монет и медалей, самая последняя из которых — знаменитая золотая скульптурная монета номиналом 100 евро, выпущенная 13 ноября 2002 года. На реверсе изображён фонтан Провиденция («Provendentia Brunnen») в центральной части Вены, работа одного из величайших скульпторов в стиле барокко Георга Рафаэля Доннера. В центре монеты изображена аллегорическая фигура Провиденции с медальоном римского бога Януса, у которого было два лица. Вокруг фонтана есть другие символические фигуры, представляющие реки — притоки Дуная. Провиденция возведена на трон высоко над фигурой старика, представляющего реку Энс.